# Reginaldo Faife
Reginaldo Artur Faife (Quelimane, 4 giugno 1990) è un calciatore mozambicano, attaccante del Songo e della nazionale mozambicana.

## Caratteristiche tecniche
Può svariare su tutto il fronte offensivo, anche se predilige la posizione di ala sinistra.

## Palmarès

### Club
- Campionato mozambicano: 1

Liga Muçulmana: 2013
- Coppa d'Albania: 1

Kukësi: 2018-2019

### Individuale
- Capocannoniere del campionato albanese: 1

2018-2019 (14 reti)